# 松本忍
松本 忍（まつもと しのぶ、1973年12月18日 - ）は、日本の声優、舞台俳優。大阪府出身。マウスプロモーション所属。

## 略歴
就職活動でアトラスに入社できず、アトラスと仕事がしたいため、声優を目指した。
東洋大学卒業。
以前はブリングアップに所属していた。また、劇団アルターエゴの劇団員として舞台にも多数出演していた。

## 人物
方言は大阪弁、茨木弁。趣味・特技はエレクトーン、殺陣、けん玉。声優はバイプレイヤーとして、主に多くのアニメ作品の脇役・モブキャラの声を担当。

## 出演
太字はメインキャラクター。

### テレビアニメ
1998年
- るろうに剣心 -明治剣客浪漫譚-（政府高官）

1999年
- ビックリマン2000（凶栄神ノクス）

2000年
- メダロット魂（遊園地係員B）
- 遊☆戯☆王デュエルモンスターズ（セケム、イーサン・シャーク、ポール・マクレガー、ジークの執事 他）

2001年
- こちら葛飾区亀有公園前派出所（2001年 - 2004年、男、社長、接待課長）
- テニスの王子様（客）
- Dr.リンにきいてみて!（窮奇、悪霊）
- バンパイヤン・キッズ（司会者）

2002年
- 真・女神転生Dチルドレン ライト&ダーク（ラファエル、テュポン）
- ホイッスル!（コーチ、スカウトマン）

2004年
- 吟遊黙示録マイネリーベ（石月男爵 他）
- ジパング（みらい乗組員 他）
- 遊☆戯☆王デュエルモンスターズGX（宝玉獣 アンバー・マンモス、岩の精霊 タイタン、死神、ゴーグ〈黒蠍-強力のゴーグ〉 他）
- ローゼンメイデン（柴崎一樹）

2005年
- おねがいマイメロディ（利夫、老紳士 他）
- capeta（奥寺六三郎 他）
- スクールランブル（電器工員、古株）
- 涼風（教師、審判、TVアナ）

2006年
- 家庭教師ヒットマンREBORN!（ブルータス、ボンゴレV世、道場破り、隊員、トリカブト）
- 人造昆虫カブトボーグ V×V（医者、ムスタファ、空手家、番組司会者）
- まもって!ロリポップ（トミ、フクロウ、担任 他）

2008年
- ヴァンパイア騎士（教師、執事長） - 2シリーズ
- GUNSLINGER GIRL -IL TEATRINO-（テロリストリーダー、五共和国派の男、幹部）
- 鋼鉄三国志（兵士）
- 恋姫†無双（役人、客）
- 天体戦士サンレッド（ジェノラ、サキューン 他）
- 遊☆戯☆王5D's（牛尾の上司、坂巻、マスター、幹部、シュミット 他）

2009年
- クッキンアイドル アイ!マイ!まいん!（2009年 - 2010年、スタッフ、アナウンサー、コック長、店員、シェフ 他）
- この青空に約束を― 〜ようこそつぐみ寮へ〜（滝村恒太）
- 天体戦士サンレッド（第2期）（ゲイラス、木元友樹、ハゲタカ怪人 他）

2010年
- Angel Beats!（生徒A）
- 咎狗の血（中毒者）
- 爆丸バトルブローラーズ ニューヴェストロイア（アナウンサー）

2011年
- あの日見た花の名前を僕達はまだ知らない。（男子生徒）
- 神様のメモ帳（40男、組員A、男C、組員B、やくざ(1)、客(2)）
- クマ星人とぼく（大橋歩）
- 灼眼のシャナIII（『鬼功の繰り手』サーレ・ハビヒツブルグ）
- セイクリッドセブン（夏目、教師）
- そふてにっ（三島木洋）
- 殿といっしょ -眼帯の野望-（斎藤家家臣、織田家家臣A、親衛隊A、島津家家臣）
- NARUTO -ナルト- 疾風伝（2011年 - 2015年、天画、モトイの父、アツイ、ドダイ、ニガイ、ヨカゼ、ノノタ、サソリの父、うちはタジマ、初代風影・列斗、フギ 他）
- Fate/Zero（アサシン）
- ベン・トー（三年生）
- 魔乳秘剣帖（酔客、使用人A）
- 輪るピングドラム（先生）
- みつどもえ 増量中!（警官B、放送、マニア）

2012年
- うぽって!!（コーヘイ2）
- AKB0048（2012年 - 2013年、船員B、中尉） - 2シリーズ
- 織田信奈の野望（富塚元繁、氏家卜全、佐久間信盛）
- カードファイト!! ヴァンガード アジアサーキット編（老人）
- カンピオーネ! 〜まつろわぬ神々と神殺しの魔王〜（甘粕冬馬、イノシシ、イタリア漁民B）
- クイーンズブレイド リベリオン（男B、市民）
- CØDE:BREAKER（鬼桜組組員）
- GON -ゴン-（アデニー、父ベガ）
- PSYCHO-PASS サイコパス（工場作業員）
- ジョジョの奇妙な冒険（観客、執事、警官A、神父）
- 好きっていいなよ。（カメラマン）
- だから僕は、Hができない。（カルダー・ブロウグ）
- TARI TARI（北池、ガンバグリーン）
- 探検ドリランド（リーダー）
- 探偵オペラ ミルキィホームズ Alternative TWO 〜小林オペラと虚空の大鴉〜（警備員）
- トータル・イクリプス（キース・ブレイザー、先任衛士）
- To LOVEる -とらぶる- ダークネス（おっちゃん）
- 夏色キセキ（係員、取引先のおじさん）
- ハイスクールD×D（堀井）
- 這いよれ! ニャル子さん（2012年 - 2013年、教師、ダゴン君、深き者、おっちゃん） - 2シリーズ
- パパのいうことを聞きなさい!（田中店長）
- BTOOOM!（男、プログラマー）
- マギ（2012年 - 2013年、家令、街の人A、バートル、ガード、兵士A 他）
- モーレツ宇宙海賊（旅客、乗組員、レーダー士）
- もやしもん リターンズ（バーテン君）
- リトルバスターズ!（2012年 - 2013年、生徒A、遠藤先生、議員） - 2シリーズ
- 輪廻のラグランジェ（二本松謙）
- LUPIN the Third -峰不二子という女-（警官）

2013年
- アイカツ!（騎士、記者、アナウンサー）
- 蒼き鋼のアルペジオ -アルス・ノヴァ-（織部僧）
- 犬とハサミは使いよう（教団メンバー、黒服）
- 宇宙戦艦ヤマト2199（林繁、小宮聡、南部康造、ゲルト・ベルガー、ニーゲル・ルバッカ、通信室前のクルー、シュバリエル航宙士、シュバリエル兵士、検問の親衛隊員、UX-01観測士、ナレーション、保安部員、ヘルダー中佐の部下、ドメラーズIII世兵士、第二バレラス管制員、デウスーラ親衛隊、ゲール艦隊工兵、デウスーラII世通信士）2012年劇場先行公開
- 有頂天家族（2013年 - 2017年、警官、親衛隊A、鬼A） - 2シリーズ
- きんいろモザイク（アリスのパパ）
- 銀魂'（隊士、店員）
- 琴浦さん（門下生A）
- 殺し屋さん
- サムライフラメンコ（運転手）
- 翠星のガルガンティア（艦隊通信、通信、ピニオンの仲間、主任）
- ストライク・ザ・ブラッド（先生）
- ダイヤのA（2013年 - 2014年、峰富士夫、教頭、館広美）
- D.C.III 〜ダ・カーポIII〜
- 探検ドリランド -1000年の真宝-（父親）
- とある科学の超電磁砲S（ガードマン）
- 東京レイヴンズ（2013年 - 2014年、呪捜官たち、酔っ払いA、教官、講師、職員 他）
- ドキドキ!プリキュア（不良、郷田、アンパイア、かるた協会員、鏡の声 他）
- トリコ（実況）
- 凪のあすから（ちさきの父）
- NARUTO -ナルト- SD ロック・リーの青春フルパワー忍伝（アツイ）
- 忍たま乱太郎（2013年 - 2021年、オシロイシメジ忍者、高茶丸〈2代目〉、ドクタケ忍者）
- ビーストサーガ（ドルフィン）
- BLAZBLUE ALTER MEMORY（バングの手下、露店商、大工の手下）
- 機巧少女は傷つかない（アナウンス）
- ミス・モノクローム -The Animation-（2013年 - 2015年、監督、スタッフ） - 2シリーズ
- ロウきゅーぶ!SS（審判の声、アナウンサー）
- ワルキューレ ロマンツェ（おじさん）

2014年
- M3〜ソノ黒キ鋼〜（監視員）
- ガンダムビルドファイターズトライ（警官）
- クレヨンしんちゃん（2014年 - 2019年、警官B、テレビのキャラ）
- 最近、妹のようすがちょっとおかしいんだが。（医師）
- 桜Trick（古典教師）
- 四月は君の嘘（審査員）
- シドニアの騎士（青木柏手）
- ジョジョの奇妙な冒険 スターダストクルセイダース（船員A）
- 白銀の意思 アルジェヴォルン（シーカー）
- SHIROBAKO（遠藤、中山田）
- ソウルイーターノット!（教師）
- ディーふらぐ!（寅田）
- 七つの大罪（村人）
- ノーゲーム・ノーライフ（戦士）
- ノブナガ・ザ・フール（ハヤシ・ヒデサダ、兵士A）
- ばらかもん（男）
- 龍ヶ嬢七々々の埋蔵金（警官B）

2015年
- 俺物語!!（医師）
- ドラえもん（テレビ朝日版第2期）（店員、中年男性、レポーター、おじさん）
- トリアージX（雛子の父）
- 乱歩奇譚 Game of Laplace（サチコの父）

2016年
- アクティヴレイド -機動強襲室第八係-（長沼）
- うたの☆プリンスさまっ♪ マジLOVEレジェンドスター（監督）
- 機動戦士ガンダム 鉄血のオルフェンズ（スレイプニル艦長）
- ジョジョの奇妙な冒険 ダイヤモンドは砕けない（店主）
- 機動戦士ガンダムUC RE:0096（連邦兵、ネオ・ジオン兵）
- ねじ巻き精霊戦記 天鏡のアルデラミン（センパ・サザルーフ）
- ハルチカ 〜ハルタとチカは青春する〜（天野憲司）
- ベイブレードバースト（ワキヤの父）
- ヘヴィーオブジェクト（スタッカート＝レイロング）

2017年
- 幼女戦記（シュワルコフ）
- サクラクエスト（橋本）
- クロックワーク・プラネット（経産大臣）
- ナイツ&マジック（カーン隊長）

2018年
- 宇宙よりも遠い場所（キマリの父）
- キリングバイツ（横田大）
- LOST SONG（警護兵長）
- ヒナまつり（瀬田）
- キャプテン翼（第4作）（2018年 - 2019年、中西太一、福山勇夫、高木利行）
- Back Street Girls -ゴクドルズ-（ラジオ番組の司会者 / 司会者 / ラジオの司会者）
- ISLAND（枢機卿）
- ベルゼブブ嬢のお気に召すまま。（ニスロク）

2019年
- 荒野のコトブキ飛行隊（アドルフォ山田）
- からくりサーカス（ドリル・セプテンバー）
- 消滅都市（室長）
- フルーツバスケット（2019年 - 2021年、夾の父） - 3シリーズ

2020年
- 名探偵コナン（小杉裕雅）
- 神田川JET GIRLS（文ヶの父）
- 魔王学院の不適合者 〜史上最強の魔王の始祖、転生して子孫たちの学校へ通う〜（2020年 - 2024年、グスタ） - 3シリーズ
- ミュークルドリーミー（2020年 - 2021年、ときわパパ） - 2シリーズ
- キングスレイド 意志を継ぐものたち（2020年 - 2021年、カウラ）

2022年
- 組長娘と世話係（進条龍馬）

2023年
- 冰剣の魔術師が世界を統べる（ブルーノ＝ブラッドリィ）
- るろうに剣心 -明治剣客浪漫譚- (2023)（警察署長 / 浦村警察署長）
- 聖剣学院の魔剣使い（アルクス）

2024年
- キングダム（岳嬰）
- 終末トレインどこへいく?（ミニ隊員）
- 狼と香辛料 MERCHANT MEETS THE WISE WOLF（刺客、パン屋）
- キン肉マン 完璧超人始祖編（2024年 - 2025年、ジャック・チー） - 2シリーズ
- 来世は他人がいい（男客）

2025年
- 凍牌〜裏レート麻雀闘牌録〜（圭の父親）

### 劇場アニメ
2004年
- 遊☆戯☆王デュエルモンスターズ 光のピラミッド

2009年
- アジール・セッション

2011年
- 劇場版 戦国BASARA -The Last Party-（兵）
- 劇場版 テニスの王子様 英国式庭球城決戦!
- 劇場版 NARUTO -ナルト- ブラッド・プリズン（鬼灯城の看守）

2012年
- コードギアス 亡国のアキト 第1章「翼竜は舞い降りた」（ステファン・マルカル）
- セイクリッドセブン 銀月の翼（6号）
- 魔法少女リリカルなのは The MOVIE 2nd A's
- ROAD TO NINJA -NARUTO THE MOVIE-（木ノ葉の人々）

2013年
- Kick-Heart（デビルチキン）

2014年
- 宇宙戦艦ヤマト2199 星巡る方舟（林繁）

2015年
- 劇場版 蒼き鋼のアルペジオ -アルス・ノヴァ- DC / Cadenza（織部僧） - 2作品
- コードギアス 亡国のアキト 第3章「輝くもの天より堕つ」（ステファン・マルカル）

2020年
- 劇場版 SHIROBAKO（遠藤亮介、あおいの父）

2022年
- RE:cycle of the PENGUINDRUM [前編] 君の列車は生存戦略

2024年
- ヤマトよ永遠に REBEL3199(南部康造)

### OVA
- 百合星人ナオコサン（2010年、店員）
- 薄桜鬼 雪華録（2011年、町人）
- 機動戦士ガンダムUC（2013年、ネオ・ジオン兵）
- 今際の国のアリス（2014年）※コミックス第13巻DVD付き限定版
- 翠星のガルガンティア 〜めぐる航路、遥か〜 前編（2014年、ベローズの仲間）
- 宇宙戦艦ヤマト2202 愛の戦士たち（2017年、林繁[32]、ドレッドノート級クルー[33]）

### Webアニメ
- 星空キセキ（2006年、部下）
- マウスどうぶつえん（2018年 - 、ハトのしのぶ）
- マウスどうぶつえん名作劇場（2020年、ハトのしのぶ）

### ゲーム
2003年
- アカツキ電光戦記（2003年 - 2008年、アカツキ、魏、ムラクモ） - 3作品

2004年
- マイネリーベ 優美なる記憶

2005年
- カウボーイビバップ 追憶の夜曲
- ジパング

2006年
- アイアンフェザー（ワッチ）
- ラブ★コン〜パンチDEコント〜（男子生徒）

2009年
- 遊☆戯☆王ファイブディーズ タッグフォース4（一般キャラクター）

2010年
- エヌアイン完全世界（2010年 - 2023年、アカツキ、大魏、ムラクモ） - 2作品
- 遊☆戯☆王ファイブディーズ タッグフォース5（一般キャラクター）

2011年
- 侍道4
- とある科学の超電磁砲（長点学年主任）
- 遊☆戯☆王ファイブディーズ タッグフォース6（一般キャラクター）

2012年
- 極限脱出ADV 善人シボウデス（ゴーレム、刑事）
- ゲームでも、パパのいうことを聞きなさい!（講師）
- 幻想水滸伝 紡がれし百年の時（モーディ、ニクンバ、ワーン）
- タイムトラベラーズ
- 探偵 神宮寺三郎 復讐の輪舞（天野信也、チンピラ2）
- ファイアーエムブレム 覚醒（ガイア、エクセライ）
- BLACK WOLVES SAGA - Bloody Nightmare -
- BLACK WOLVES SAGA - Last Hope -

2013年
- マブラヴ オルタネイティヴ トータル・イクリプス（キース・ブレイザー中尉、ジョージ・プレストン准将）
- 真・女神転生IV
- UNDER NIGHT IN-BIRTH（2013年 - 2024年、アカツキ、テンペスト） - 4作品

2014年
- 新・世界樹の迷宮2 ファフニールの騎士（ミッドガルドの教授、カナーン）
- 戦国BASARA4

2015年
- 幻影異聞録♯FE（エクセライ）
- ザクセスヘブン（ヘミングウェイ、宇佐美銀之介、アゼル）
- SWEET CLOWN 〜午前三時のオカシな道化師〜（スイートクラウン）
- 超銀河秘球 コズミックボール（ビリー・ジャン）
- ファイアーエムブレムif（グレイ）
- 戦国BASARA4皇

2016年
- UPPERS（小柳純也）
- 逆転オセロニア（彗竜・リンドヴルム）
- クイズRPG 魔法使いと黒猫のウィズ（2016年 - 2025年、ダムザ・イナ、キング・ワン）
- 真・女神転生IV FINAL（ニッカリ）
- モンスターハンター ストーリーズ（ダン先輩）
- Life Is Strange（ウィリアム・プライス、ヘイデン・ジョーンズ、警官）

2017年
- エアリアルレジェンズ（関羽〈報恩鬼神〉、関羽〈武神〉、アーサー〈剣使い〉、ロソ・キアーノ〈盾使い〉、ヴェンチャー〈悲拳の伝承者〉）
- エンドライド -X fragments-（アギト）
- キャプテン翼 〜たたかえドリームチーム〜（アモロ、ロブソン）
- 真・女神転生 DEEP STRANGE JOURNEY（ノリス）
- バイオハザード7 レジデント イービル（ホフマン）
- ファイアーエムブレム ヒーローズ（2017年 - 2025年、ガイア、門番、アーヴ、エクセライ）
- BLACK WOLVES SAGA - Weiβ und Schwarz -
- 地球防衛軍5（軍曹の部下A）

2018年
- キャプテン翼ZERO 〜決めろ！ミラクルシュート〜（中西太一）
- キングスレイド（カウラ）
- JUDGE EYES:死神の遺言
- ブラウンダスト（デオマロン）
- Life Is Strange: Before the Storm（ウィリアム・プライス）

2019年
- モンスターストライク（2019年 - 2024年、コソドロンパ、モールス〈ファン〉、クウガンス、ビビーQ）
- ファイアーエムブレム 風花雪月（ランベール、門番）
- BLAZBLUE CROSS TAG BATTLE（アカツキ） - DLC追加キャラクター

2020年
- 龍が如く7 光と闇の行方
- ファイナルファンタジーVII リメイク
- The Last of Us Part II
- eBASEBALLパワフルプロ野球2020（王大買）
- キャプテン翼 RISE OF NEW CHAMPIONS（2020年 - 2021年、高木利行、中西太一）
- OCTOPATH TRAVELER 大陸の覇者

2021年
- 月姫 -A piece of blue glass moon-

2022年
- トライアングルストラテジー（ブッカー・ペイノース）
- ファイアーエムブレム無双 風花雪月（門番）

2023年
- OCTOPATH TRAVELER II
- 機動戦士ガンダム 鉄血のオルフェンズG（コウゾウ・メンドウ）
- ストリートファイター6（男性アバター6）

2024年
- アナザーコード リコレクション：2つの記憶/記憶の扉（謎の男）
- UFOロボ グレンダイザー たとえ我が命つきるとも（宇門源蔵） - 日本語版
- ヤタガラス Enter the Eastward（ウグイ）

### ドラマCD
- 蒼き鋼のアルペジオ（2022年、織部僧） - 第24巻ドラマCD付き特装版[61]
- ドラマCD 逆転裁判5 〜逆転のアニマルサーカス!?〜（イエイティ）
- 吟遊黙示録マイネリーベ ドラマCDスペシャル シュトラール候補生の休暇（クレメンス）
- テイルズ オブ ヴェスペリア 虚空の仮面 前編
- ナナとカオル（星野）
- はたらく魔王さま!（真奥貞夫） ※電撃文庫MAGAZINEVol.18付録「豪華声優陣×第17回電撃小説大賞コラボCD」
- MAUSU THEATER
- METAL GEAR SOLID PEACE WALKER 平和と和平のブルース（兵士）
- 私の…メガネ君 彼は甘い苦痛（担任教師）

### 吹き替え

#### 映画
- アバウト・タイム〜愛おしい時間について〜（若い頃のティムの父、ルパート〈ハリー・ハデン＝ペイトン〉、ダン・ル・ノワールの支配人D〈マーク・ヒーリー〉）
- 悪魔のいけにえ レザーフェイス一家の逆襲（カール〈スコット・イーストウッド〉）
- アンダーワールド 覚醒
- インターステラー（ゲティ医師〈トファー・グレイス〉）
- インシディアス 第2章
- インデペンデンス・デイ: リサージェンス（フロイド・ローゼンバーグ〈ニコラス・ライト〉）
- 裏切りのサーカス
- エリジウム
- 俺たちサボテン・アミーゴ（マイティ・オンザ〈ガエル・ガルシア・ベルナル〉）
- 完全なる報復
- 君への誓い（ジム〈ジョー・コブデン〉）
- クライモリ デッド・ホテル（ドーセット保安官〈キッカー・ロビンソン〉）
- グリーン・ホーネット（カップルの男）
- クルエラ（ジェラルド〈ジェイミー・デメトリウ〉[62]）
- グレース・オブ・モナコ 公妃の切り札
- 恋のスラムダンク
- GODZILLA ゴジラ（特殊部隊隊員1[63]）
- 猿の惑星: 新世紀
- ジェイソン・ボーン
- 人生はノー・リターン 〜僕とオカン、涙の3000マイル〜（アンドリュー・マーゴリスJr.〈アダム・スコット〉、空港客）
- SUPER8/スーパーエイト（タリー）
- スター・トレック イントゥ・ダークネス（アンディ）
- ステイ・フレンズ（パーカー〈ブライアン・グリーンバーグ〉、警備員〈ランス・カファフル〉）
- SAFE/セイフ（クアン・チャン〈レジー・リー〉）
- 世界にひとつのプレイブック
- ダーク・シャドウ（ヘルメット）
- ダークナイト ライジング（CIAアナリスト）
- 大統領の料理人
- 抱きたいカンケイ
- 沈黙の復讐（ブルース・ソリン〈クラウディウ・ブレオント〉、エイドリアン〈カール・ベイカー〉）
- DCエクステンデッド・ユニバース
  - マン・オブ・スティール（ララモア少佐〈デーヴィッド・ルイス〉）
  - スーサイド・スクワッド（駅ホームの医者）
- ティーン・ビーチシリーズ（ブッチー〈ジョン・デルーカ〉）
  - ティーン・ビーチ・ムービー
  - ティーン・ビーチ 2
- デイブレイカー（警察官、番兵）
- 21オーバー 最初の二日酔い（ケイシー〈スカイラー・アスティン〉）
- ドゥ・ザ・ライト・シング（ムーキー〈スパイク・リー〉）※Netflix版
- トランスフォーマーシリーズ
  - トランスフォーマー/ダークサイド・ムーン（上司）
  - トランスフォーマー/最後の騎士王（NASA技師[64]）
- ニューヨーク 冬物語
- バトル・オブ・パシフィック（ブライアント〈ショーン・パトリック・スミス〉）
- ハンガー・ゲーム2（グロス〈アラン・リッチソン〉）
- HICK ルリ13歳の旅（クレメント〈ローリー・カルキン〉、ニック・マクミュラン〈アンソン・マウント〉）
- ピラニア リターンズ（ジョシュ[65]、アンドリュー・カニンガム、モー、撮影監督）
- ファイティング・タイガー（ワン・イー 〈ファン・ジャン・シャン〉）
- フェイシズ
- フッテージ（副保安官〈ジェームズ・ランソン〉）
  - フッテージ デス・スパイラル（元副保安官〈ジェームズ・ランソン〉）
- フットルース 夢に向かって
- フライト（ケン・エヴァンス〈ブライアン・ジェラティ〉）
- ホワイトハウス・ダウン（ムルケイ[66]、他）
- マーベル・シネマティック・ユニバース
  - マイティ・ソー（技術エージェント）
  - キャプテン・アメリカ/ザ・ファースト・アベンジャー（ローダー）
  - アベンジャーズ（警官）
  - アイアンマン3（TVリポーター、TVスタッフ）
  - マイティ・ソー/ダーク・ワールド（TVリポーター）
  - キャプテン・アメリカ/ウィンター・ソルジャー（発射技師）
  - アントマン（カート〈デヴィッド・ダストマルチャン〉）
  - アントマン&ワスプ（カート〈デヴィッド・ダストマルチャン〉[67]）
- マキシマム・ソルジャー（ヘンリー〈トム・エヴェレット・スコット〉）
- マキシマム・ブロウ（デボン）
- マッキー（ジャニ[68]）
- ミッション:インポッシブル/フォールアウト（エリック〈ウェス・ベントリー〉[69]）
- ミッシング ID（ジェイク、カルバリ霊園の管理人、CIA捜査官）
- ミッドナイト・イン・パリ（パブロ・ピカソ）
- ムード・インディゴ うたかたの日々（シック〈ガッド・エルマレ〉）
- メガ・パイソンVSギガント・ゲイター
- 山猫は眠らない4 復活の銃弾
- ライフ・オブ・パイ/トラと漂流した227日（ラジオのニュースの声、船員、若い保険調査員〈ジュン・ナイトウ〉）
- ワイルド ラヴァーズ（マーク）
- 私にもできる! イケてる女の10(以上)のこと（ダフィー〈クリストファー・ミンツ＝プラッセ〉、高校の校長〈ブライアン・ハスキー〉、バン〈アンディ・サムバーグ〉、キャメロンの父（声）〈マイケル・デラニー〉）

#### ドラマ
- iCarly
- ALCATRAZ/アルカトラズ
- アンフォゲッタブル 完全記憶捜査
- 王女ピョンガン 月が浮かぶ川（タラ・サン〈リュ・ウィヒョン〉[70]）
- キャッスル 〜ミステリー作家は事件がお好き
- 救命医ハンク3 セレブ診療ファイル
- ギルモア・ガールズ
- グレイズ・アナトミー7
- コウラン伝 始皇帝の母（司徒缺〈ジョン・ロン〉[71]）
- ザ・シューター
- ザ・パシフィック
- THE FIRM ザ・ファーム 法律事務所（アンドリュー・パーマー）
- G.I.ジョー バック2リベンジ（WH男性）
- CSI:10、11 科学捜査班
- CSI:ニューヨーク6、7、8
- CSI:マイアミ9、10
- ジャイアント（シドク）
- 主任警部アラン・バンクス
- ディフェンダーズ 闘う弁護士
- NIKITA / ニキータ
- パワーレンジャー・S.P.D.（ブルーヘッド）
- PAN AM/パンナム
- ビクトリアス
- プライベート・プラクティス4、5
- ホワイトチャペル3 終わりなき殺意
- 魔術師 MERLIN
- マット・ルブランの元気か〜い?ハリウッド!2
- ミディアム5 霊能者アリソン・デュボア
- 名探偵ポワロ 鳩のなかの猫
- 誘拐交渉人
- ラコニア号 知られざる戦火の奇跡
- ワンダヴィジョン（ジミー・ウー）

#### アニメ
- アルジュンの大冒険 〜ドラゴンの戦士たち〜
- 時光代理人 -LINK CLICK-（記者）
- トランスフォーマー アドベンチャー（ソートゥース）
- ホワット・イフ...?（カート）
- マイリトルポニー〜トモダチは魔法〜（ミスタキャロットケーキ、オレンジおじさん、フィルシーリッチ、クラックル、ナレーター 他）
  - マイリトルポニー: エクエストリア・ガールズ - エバーフリーの伝説（フィルシーリッチ 他）
- 勇者ソー 〜アスガルドの伝説〜 ※ディズニーXD版

### 舞台
- 遥かなる都（2001年7月18日 - 22日）
- ジュリアス・シーザー（2002年4月9日 - 14日）
- シンプル・レヴュー 愛に関するオムニバス（2003年11月27日 - 30日）
- サヨナラのLOVE SONG（2004年2月）矢崎銀太
- 宍戸町フォーチュンきっす 世にも微妙な物語（2005年2月3日 - 5日）永井佑也
- おっ、ぺれった学園 皐月祭（2005年5月19日 - 22日）
- 同期の桜（2005年8月1日 - 6日）
- 災厄の娘（2005年10月7日 - 10日）
- tatsuya 最愛なる者の側へ（2006年2月28日 - 3月5日）
- WITH YOU（2006年10月4日 - 8日）
- 喰逃（2007年5月18日 - 20日）
- 晴明奇伝（2007年9月29日・30日）藤原秀成
- 僕が山に登る理由（2008年6月13日 - 15日）松山繁
- 変身（2008年9月12日 - 14日）
- シンプル・レヴュー6（2017年9月27日 - 10月1日）
- ぼくの好きな先生（2024年10月2日 - 6日）[72]

### ラジオ
- 松本忍のぱぱらっチャオ!
- 松本忍のニンニンってどうよ!!

### CM
- 教職員教済 - ナレーション・狸役
- 日本生命保険 新・生きるチカラ

### オーディオブック
- 池袋ウエストゲートパーク シリーズ
  - 2 少年計数機（2010年）
  - 7 Gボーイズ冬戦争（2014年、影）
  - 8 非正規レジスタンス（2015年、桂和文）
  - 9 ドラゴン・ティアーズ 龍涙（2015年、楊峰）
- リーダーになる人のたった1つの習慣（2011年、朗読）
- ユダヤ人大富豪の教え ふたたびアメリカへ篇（2011年）
- 永遠の0（2016年、高山隆司）
- フルメタル・パニック! シリーズ（2018年 - 2019年、朗読）

### デジタルコミック
- こっち向いて愛してる（2023年、塩川）[73]

### その他コンテンツ
- オセロニアンの祭2017 出張しゃべろニア!祭SP（2017年8月27日YOUTUBE生放送、顔出し出演）
- モーガン・フリーマン 時空を超えて（声の出演）

## ディスコグラフィ

### キャラクターソング
| 発売日  | 商品名      | 歌          | 楽曲             | 備考                                                                  |
| 2014年  | 2014年      | 2014年      | 2014年           | 2014年                                                                |
| ------- | ----------- | ----------- | ---------------- | --------------------------------------------------------------------- |
| 6月25日 | Purest Blue | Blue Steels | 「蒼き空の下で」 | テレビアニメ『蒼き鋼のアルペジオ -アルス・ノヴァ-』キャラクターソング |
| 2015年  |             |             |                  |                                                                       |
| 1月28日 | Blue Snow   | Blue Steels | 「アルペジオ」   | アニメ映画『劇場版 蒼き鋼のアルペジオ -アルス・ノヴァ- DC』           |

### シリーズ一覧
1. ↑  第1期（2008年）、第2期『Guilty』（2008年）
2. ↑  第1期（2012年）、第2期『next stage』（2013年）
3. ↑  第1期（2012年）、第2期『W』（2013年）
4. ↑  第1期（2012年 - 2013年）、第2期『〜Refrain〜』（2013年）
5. ↑  第1期（2013年）、第2期『2』（2017年）
6. ↑  第1期（2013年）、第2期『2』（2015年）
7. ↑  第1期『1st season』（2019年）、第2期『2nd season』（2020年）、第3期『The Final』（2021年）
8. ↑  第1期（2020年）、第2期『II』第1クール（2023年）、第2期『II』第2クール（2024年）
9. ↑  第1期（2020年 - 2021年）、第2期『みっくす！』（2021年）
10. ↑  Season 1（2024年）、Season 2（2025年）
11. ↑  『アカツキ試製一號』（2003年）、『アカツキ電光戦記』（2007年）、『Ausf.Achse』（2008年）
12. ↑  第1作品（2010年）『Anastasis』（2023年）
13. ↑  『exe:Late』（2013年 - 2014年）、『exe:Late[st]』（2015年 - 2017年）、『exe:Late[cl-r]』（2020年）、『II Sys:Celes』（2024年）

### ユニットメンバー
1. 1 2  千早群像（興津和幸）、織部僧（松本忍）、橿原杏平（宮下栄治）